# Harvie Krumpet
Harvie Krumpet é um filme de animação em curta-metragem australiana de 2003 dirigido e escrito por Adam Elliot. Venceu o Oscar de melhor curta-metragem de animação na edição de 2004.

## Elenco
- John Flaus - Harvie Krumpet
- Geoffrey Rush - Narrador
- Julie Forsyth - Lilliana Krumpetzki
- Kamahl - Estátua de Horácio